# Audi A6 e-tron
Audi A6 e-tron – elektryczny samochód osobowy klasy wyższej produkowany pod niemiecką marką Audi od 2024 roku.

## Historia i opis modelu

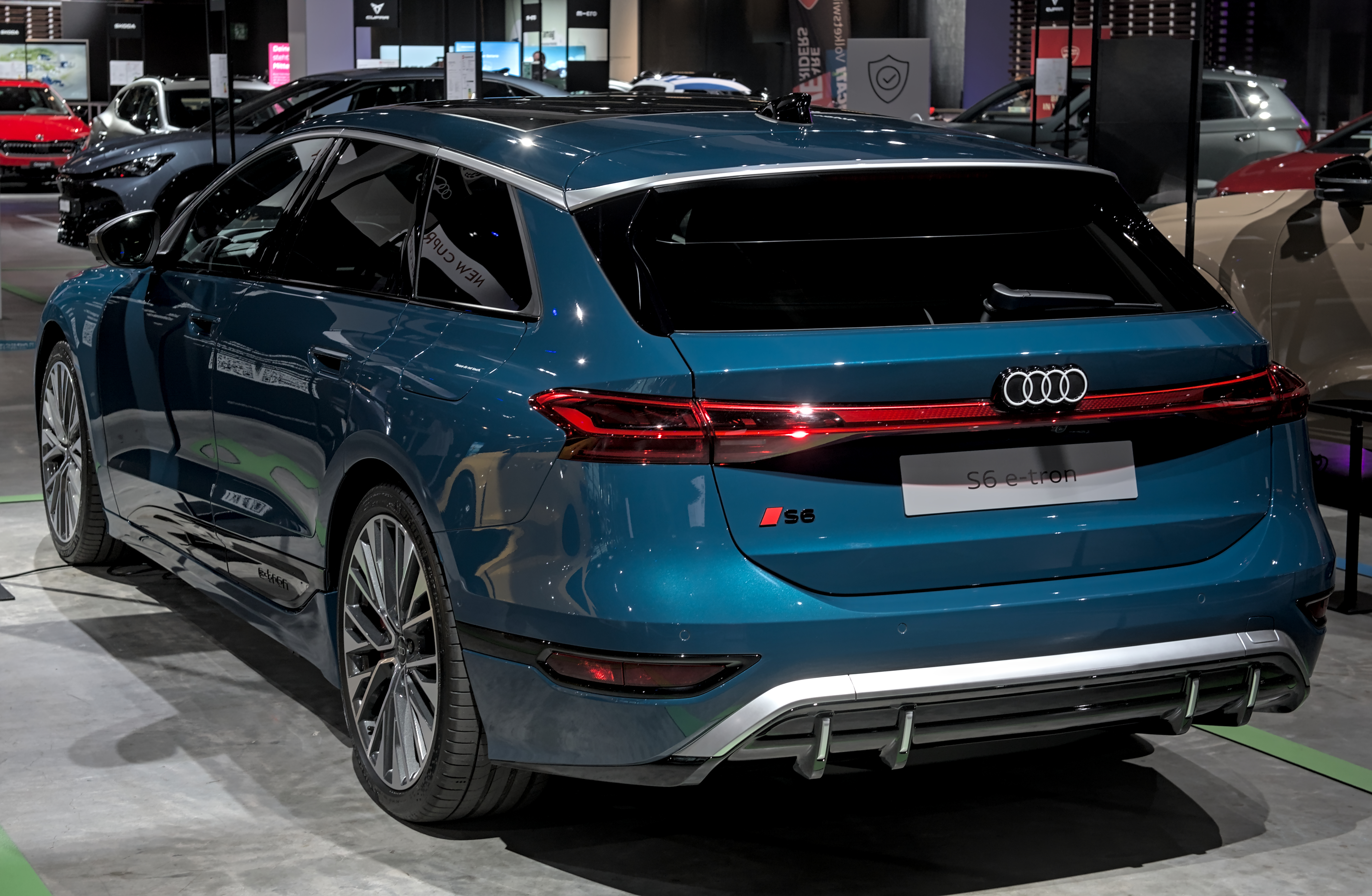
Audi S6 Avant e-tron - tył

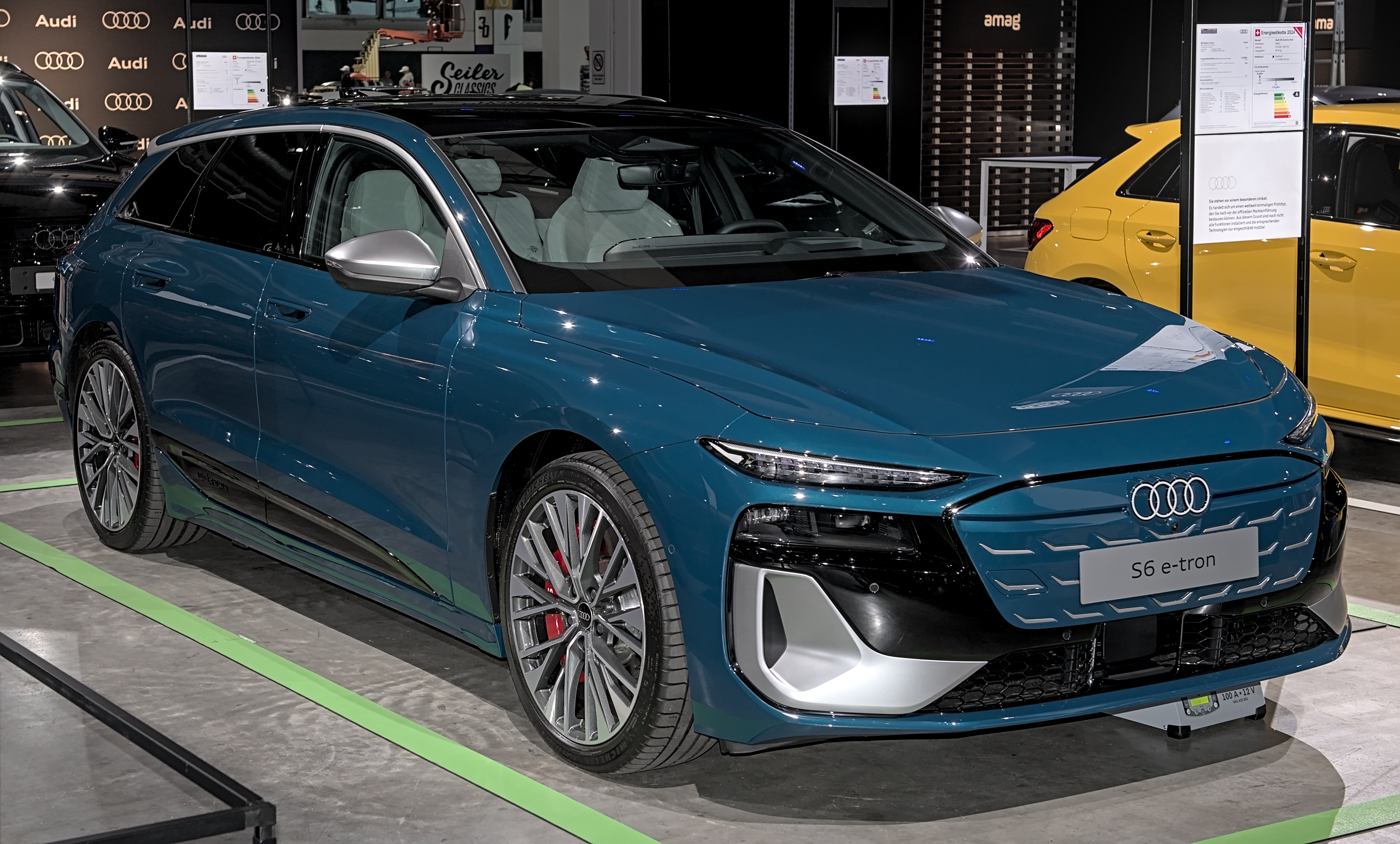
Audi S6 Avant e-tron

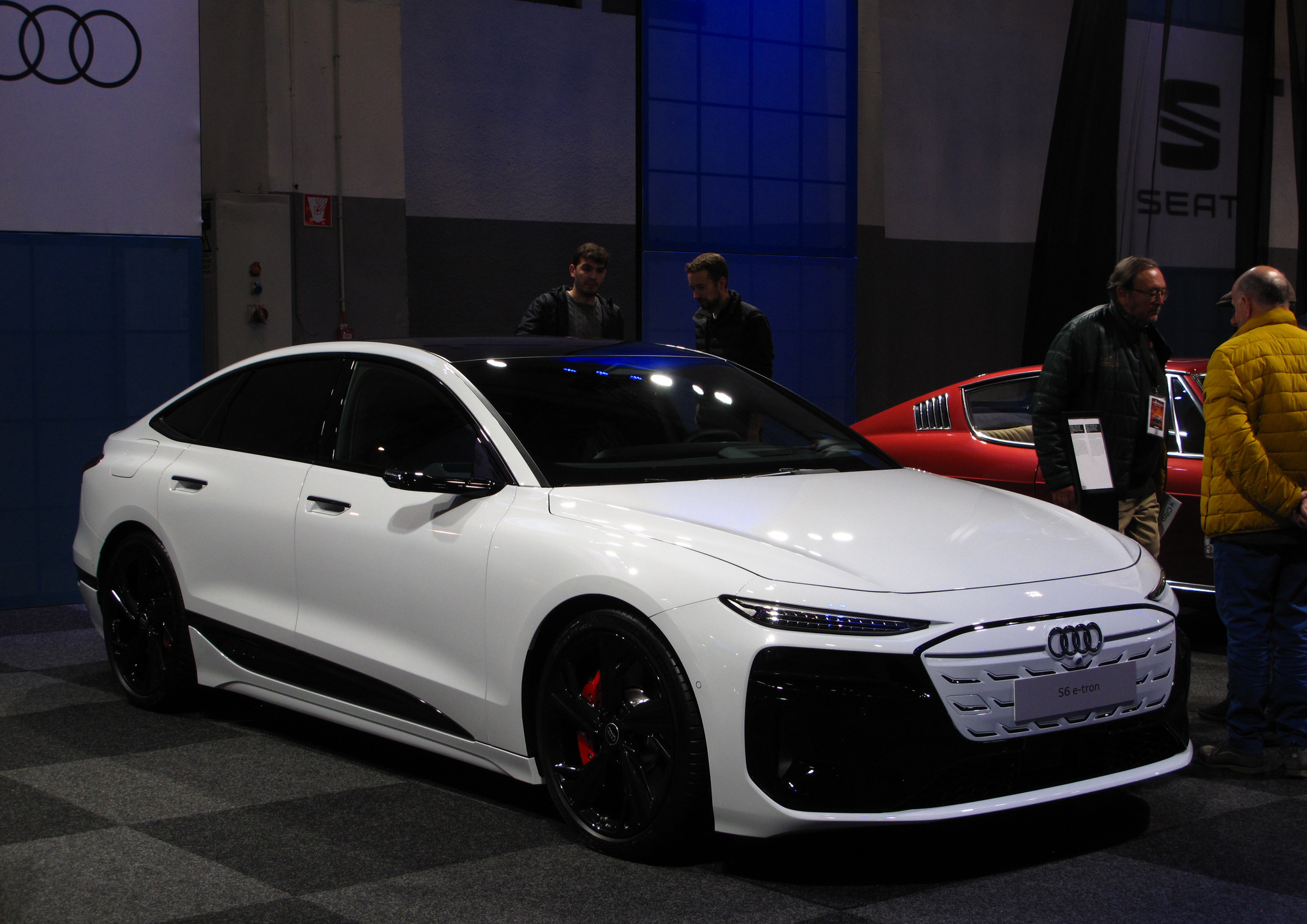
Audi A6 e-tron

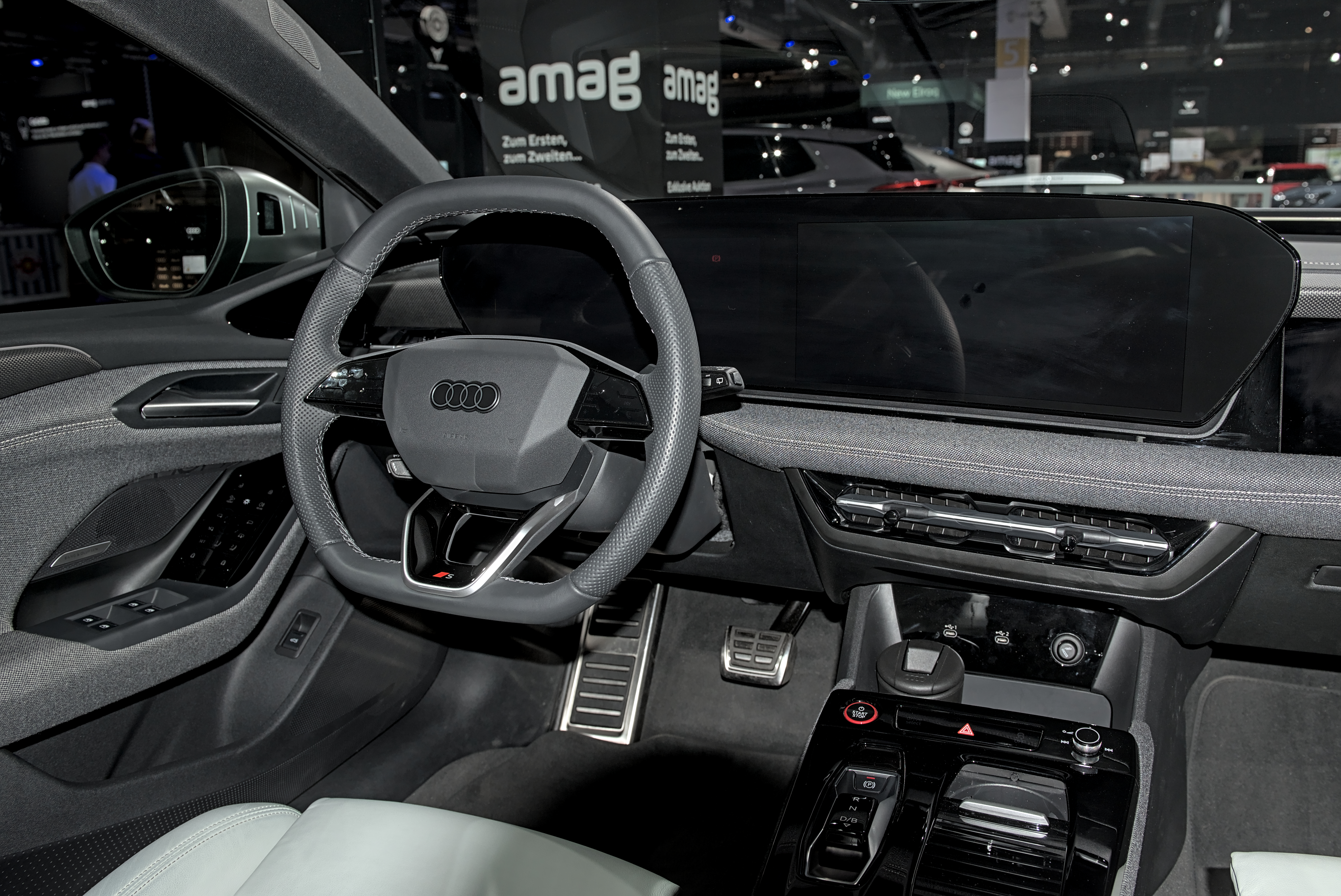
Audi S6 Avant e-tron - wnętrze

W kwietniu 2021 podczas międzynarodowych targów samochodowych w chińskim Szanghaju miała miejsce premiera prototypu Audi A6 e-tron Concept zwiastującego nowy, w pełni elektryczny model w klasie wyższej. Rok później, w marcu 2022, firma przedstawiła kolejne studium, tym razem zapowiadające drugą wersję nadwoziową w postaci 5-drzwiowego kombi o przydomku Avant. Ostatecznie, produkcyjny model przedstawiono oficjalnie pod koniec lipca 2024, będąc pierwszym elektrycznym modelem firmy z linii "A".
Audi A6 e-tron utrzymano w kolejnej generacji języka stylistycznego firmy, wyróżniając się m.in. dwurzędowymi reflektorami tworzonymi przez nisko osadzone, ostrych kształtów klosze z matrycowym oświetleniem LED, a także dużym grillem w kolorze nadwozia zintegrowanym z m.in. radarami aktywnego tempomatu. Smukłe nadwozie ze schowanymi klamkami i łagodnie opadającą linią dachu podyktowano chęcią uzyskania jak najlepszych właściwości aerodynamicznych, które pomogły uzyskać współczynnik Cx 0,21. A6 e-tron zadebiutowało równolegle jako 5-drzwiowy liftback, jak i 5-drzwiowe kombi o przydomku Avant, które w obu przypadkach zwieńczono charakterystyczną, tylną blendą świetlną integrującą z nią także logo producenta. Jest to drugi, po równolegle debiutującym na rynku SUV-ie Q6 e-tron, model Audi opracowany na nowej modułowej platformie PPE koncernu Volkswagen Group dedykowanej dużym, luksusowym samochodom elektrycznym.
Kabina pasażerska Audi A6 e-tron została utrzymana w estetyce tożsamej z innymi, równolegle debiutującymi modelami firmy reprezentującymi nową koncepcję stylistyczną. W rezultacie, kokpit zdominował duży, zakrzywiony panel tworzący cyfrowe zegary o przekątnej 11,9 cala oraz dotykowy, centralny ekran systemu multimedialnego o przekątnej 14,5 cala. Dodatkowo, przed pasażerem znalazł się trzeci, dotykowy ekran o przekątnej 10,9 cala. Opcjonalnie samochód wyposażono m.in. w cyfrowe lusterka zewnętrzen, a także system regulowanego zaciemniania okna dachowego.

### Sprzedaż
Podobnie jak pokrewne Q6 e-tron, tak i Audi A6 e-tron miało pierwotnie mieć swoją premierę szybciej i trafić do dystrybucji już w 2023 roku, jednak komplikacje z rozwojem oprogramowania wydłużyły ten proces o ponad rok. Ostatecznie, sprzedaż ruszyła tuż po premierze, za głównych konkurentów obejmując modele BMW i5 i Mercedes-Benz EQE. Zbieranie zamówień otwarto we wrześniu 2024, a dostawy pierwszych sztuk do klientów wyznaczono na jesień tego samego roku.

### Dane techniczne
Audi A6 e-tron zostało opracowane wyłącznie z myślą o w pełni elektrycznym napędzie. Podstawowy wariant wyposażono w przenoszący moc na tylną oś silnik o mocy 367 KM, osiągając 100 km/h w 5,4 sekundy i osiągając do 210 km/h prędkości maksymalnej. Topowe S6 e-tron z dwoma silnikami przenoszącymi moc na obie osie rozwinęło 503 KM mocy, rozpędzając się od 0 do 100 km/h w 3,9 sekundy i osiągając do 240 km/h prędkości maksymalnej. Obie wersje otrzymały akumulator o pojemności 100 kWh, który słabszej wersji pozwala na uzyskanie do 750 kilometrów zasięgu w cyklu mieszanym według normy WLTP (lub 720 dla wersji Avant). Dzięki architekturze 800V A6 e-tron może być ładowane prądem stałym o mocy do 270 kW, pozwalając na uzysaknie dodatkowych 310 kilometrów zasięgu w 10 minut.